# Maximilien Le Roy

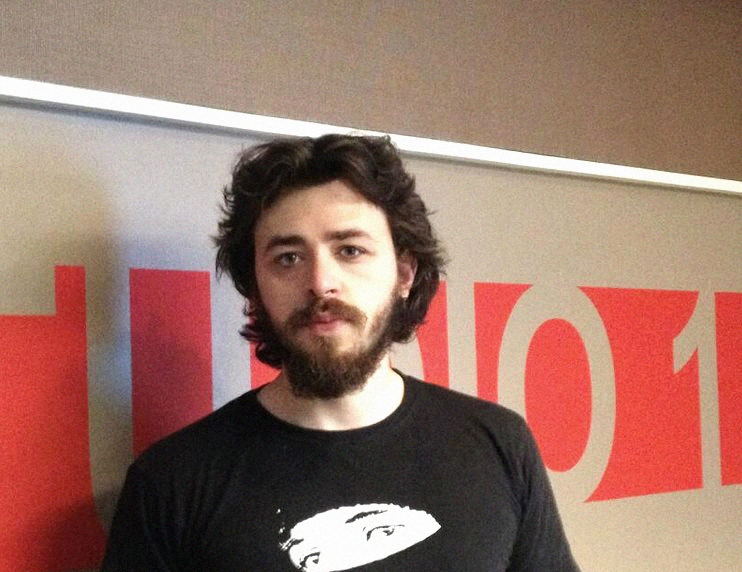
Maximilien Le Roy

Maximilien Le Roy (* 29. November 1985 in Paris, Frankreich) ist ein französischer Comiczeichner und Illustrator. Seine Comics
beschäftigen sich unter anderem mit einem Philosophen, dem Leben von Menschen im Nahen Osten und dem Indochinakrieg.

## Werk
Maximilien Le Roy studierte ein Jahr in Paris und zog 2004 als 18-Jähriger nach Lyon um. Seit 2006 widmete er sich ganz dem Comic und dem Reisen. Zuerst besuchte er Mali, 2007 Ruanda und im Folgejahr bereiste er Indien, die palästinensischen Autonomiegebiete und Europa.
2009 erschien seine erste "Graphic Novel " in Gaza, un pavé dans la mer. Ebenfalls 2009 erschien Hosni, SDF, das Porträt des jungen obdachlosen Tunesiers Hosni, den Le Roy in den Straßen Lyons kennengelernt hatte. Im selben Jahr reiste Le Roy nach Algerien, erneut nach Palästina und organisierte eine Ausstellung über den Gazastreifen. 2010 besuchte Le Roy Vietnam, reiste auf den Spuren von Henry David Thoreau in die USA, und wegen Majakowski nach Russland. Im französischen wie im deutschen Sprachraum erschienen weitere Graphic Novels: Nietzsche, se créer liberté heißt die gezeichnete Biografie Nietzsches, die auf einem Text des französischen Philosophen Michel Onfray basiert und in der Presse zurückhaltend aufgenommen wurde. „Nietzsche“ wurde ins Deutsche übersetzt.
2010 erschienen in Frankreich Les chemins de traverse, die Geschichte eines israelischen Anarchisten und eines militanten Palästinensers. Im Eigenverlag veröffentlichte er Lever l'encre.
Sein bislang wichtigstes Werk Faire le Mur wurde 2012 als Die Mauer. Bericht aus Palästina bei der Edition Moderne auf Deutsch veröffentlicht. Es erzählt die Geschichte des 25-jährigen Palästinensers Mahmoud Abu Srou, den Le Roy 2008 auf Reisen im Flüchtlingslager Aida nahe Betlehem kennenlernte und zeigt seine Sicht des israelisch-palästinensischen Konflikts. Die Mauer erhielt in Frankreich und Belgien durchwegs positive Kritiken; ebenso in der Schweiz: „Der Hauptteil des Buches, der ‚Bericht aus Palästina‘ ist eine bewegende biografische Bildfantasie - und ein brillantes Kunstwerk.“ 2011 reiste Le Roy nach China. Als bisher letztes Werk erschien Dans la nuit la Liberté nous écoute, die Geschichte eines jungen Franzosen, der 1946 als Soldat nach Indochina ging, um „Terroristen zu bekämpfen“.

## Auszeichnungen
- 2011 Spezialpreis der Jury  beim Comicfestival in Angoulême

## Stil
Nach eigenen Aussagen sieht sich Le Roy in der Nachfolge der Comiczeichner Edmond Baudoin, Gipi, Frederik Peeters, Manu Larcenet, Philippe Squarzoni, Emmanuel Guibert, Frank Springer." Inspirationen schöpft Le Roy aus andern Quellen, die er akribisch auflistet: Maler von Paul Gauguin bis Jackson Pollock, Musik von Jacques Brel bis Nirvana, Texte von Noam Chomsky bis Jack London und Filme wie Fight Club oder Into the Wild.

## Werke
- Hosni, SDF+, éd. La boîte à bulles, 2009.
- Gaza, un pavé dans la mer, Maximilien Le Roy, Hrsg. éd. La boîte à bulles, 2009.
- Les chemins de traverse (mit Soulman), éd. La boîte à bulles, 2010.
- Faire le mur, Casterman, 2010. Deutsch: Die Mauer – Bericht aus Palästina, Edition Moderne, 2012, ISBN 978-3-03731-091-5.
- Nietzsche – Se créer liberté (mit Michel Onfray), Le Lombard, 2010. Deutsch: Nietzsche, A. Knaus, München 2011, ISBN 978-3-81350-430-9.
- Lever l’encre, Selbstverlag, 2010.
- Dans la nuit la liberté nous écoute, Le Lombard, 2011.
- Christophe Gaultier (Zeichnungen), Maximilien Le Roy (Szenerie): Gauguin. Loin de la route. Le Lombard, Brüssel 2013. Deutsch: Gauguin. Paradies und Wildnis. Knesebeck, München 2014, ISBN 978-3-86873-751-6.